# Liste der Nummer-eins-Country-Alben in den USA (1973)
Dies ist eine Liste der Nummer-eins-Alben in den von Billboard ermittelten Verkaufscharts für Country-Alben in den USA im Jahr 1973. In diesem Jahr gab es einundzwanzig Nummer-eins-Alben.

| ← 1972 ← | Liste der Nummer-eins-Country-Alben in den USA | Liste der Nummer-eins-Country-Alben in den USA | Liste der Nummer-eins-Country-Alben in den USA                                              | 1974 →                    |
| \| Zeitraum \| Wo. ges. \| Interpret \| Titel \| Zusätzliche Informationen \| \| (Zeitraum, Wochen auf Platz eins, Interpret, Titel, zusätzliche Informationen) \| \| \| \| \| \| ------------------------------------------------------------------------------ \| -------- \| ---------------------------------- \| ---------------------------------------------------------------------------------------------- \| ------------------------- \| \| 30. Dezember 1972 – 12. Januar 1973 2 Wochen (insgesamt 7) \| 7 \| Merle Haggard \| The Best of the Best of Merle Haggard[1] \| - \| \| 13. Januar 1973 – 26. Januar 1973 2 Wochen (insgesamt 2) \| 2 \| Freddie Hart & the Heartbeats \| Got the All Overs for You[2] \| - \| \| 27. Januar 1973 – 16. Februar 1973 3 Wochen (insgesamt 3) \| 3 \| Merle Haggard & the Strangers \| It's Not Love (But It's Not Bad)[3] \| - \| \| 17. Februar 1973 – 16. März 1973 4 Wochen (insgesamt 4) \| 4 \| Charley Pride \| Songs of Love by Charley Pride[4] \| - \| \| 17. März 1973 – 13. April 1973 4 Wochen (insgesamt 4) \| 4 \| Eric Weissberg & Steve Mandell \| Dueling Banjos From the Original Motion Picture Soundtrack Deliverance and Additional Music[5] \| - \| \| 14. April 1973 – 11. Mai 1973 4 Wochen (insgesamt 4) \| 4 \| Elvis Presley \| Aloha from Hawaii Via Satellite[6] \| - \| \| 12. Mai 1973 – 18. Mai 1973 1 Woche (insgesamt 1) \| 1 \| Donna Fargo \| My Second Album[7] \| - \| \| 19. Mai 1973 – 25. Mai 1973 1 Woche (insgesamt 1) \| 1 \| Freddie Hart & the Heartbeats \| Super Kind of Woman[8] \| - \| \| 26. Mai 1973 – 1. Juni 1973 1 Woche (insgesamt 1) \| 1 \| Johnny Rodriguez \| Introducing Johnny Rodriguez[9] \| - \| \| 2. Juni 1973 – 8. Juni 1973 1 Woche (insgesamt 1) \| 1 \| Loretta Lynn \| Entertainer of the Year – Loretta[10] \| - \| \| 9. Juni 1973 – 6. Juli 1973 4 Wochen (insgesamt 4) \| 4 \| Charlie Rich \| Behind Closed Doors[11] \| - \| \| 7. Juli 1973 – 13. Juli 1973 1 Woche (insgesamt 4) \| 4 \| Charlie McCoy \| Good Time Charlie[12] \| - \| \| 14. Juli 1973 – 20. Juli 1973 1 Woche (insgesamt 5) \| 5 \| Charlie Rich \| Behind Closed Doors \| - \| \| 21. Juli 1973 – 14. September 1973 8 Wochen (insgesamt 8) \| 8 \| Jeanne Pruett \| Satin Sheets[13] \| - \| \| 15. September 1973 – 21. September 1973 1 Woche (insgesamt 1) \| 1 \| Conway Twitty & Loretta Lynn \| Louisiana Woman, Mississippi Man[14] \| - \| \| 22. September 1973 – 5. Oktober 1973 2 Wochen (insgesamt 2) \| 2 \| Merle Haggard & the Strangers \| I Love Dixie Blues ... So I Recorded "Live" in New Orleans[15] \| - \| \| 6. Oktober 1973 – 26. Oktober 1973 3 Wochen (insgesamt 3) \| 3 \| Conway Twitty \| You've Never Been This Far Before[16] \| - \| \| 27. Oktober 1973 – 2. November 1973 1 Woche (insgesamt 1) \| 1 \| Loretta Lynn \| Love Is the Foundation[17] \| - \| \| 3. November 1973 – 9. November 1973 1 Woche (insgesamt 1) \| 1 \| Kris Kristofferson \| Jesus Was a Capricorn[18] \| - \| \| 10. November 1973 – 16. November 1973 1 Woche (insgesamt 1) \| 1 \| Kris Kristofferson & Rita Coolidge \| Full Moon[19] \| - \| \| 17. November 1973 – 7. Dezember 1973 3 Wochen (insgesamt 3) \| 3 \| Marie Osmond \| Paper Roses[20] \| - \| \| 8. Dezember 1973 – 14. Dezember 1973 1 Woche (insgesamt 1) \| 1 \| Jerry Wallace \| Primrose Lane / Don't Give Up On Me[21] \| - \| \| 15. Dezember 1973 – 28. Dezember 1973 2 Wochen (insgesamt 7) \| 7 \| Charlie Rich \| Behind Closed Doors \| - \| |                                                |                                                |                                                                                             |                           |
| ← 1972 |                                                |                                                |                                                                                             | → 1974 →                  |
| Zeitraum | Wo. ges.                                       | Interpret                                      | Titel                                                                                       | Zusätzliche Informationen |
| (Zeitraum, Wochen auf Platz eins, Interpret, Titel, zusätzliche Informationen) |                                                |                                                |                                                                                             |                           |
| 30. Dezember 1972 – 12. Januar 1973 2 Wochen (insgesamt 7) | 7                                              | Merle Haggard                                  | The Best of the Best of Merle Haggard                                                       | -                         |
| 13. Januar 1973 – 26. Januar 1973 2 Wochen (insgesamt 2) | 2                                              | Freddie Hart & the Heartbeats                  | Got the All Overs for You                                                                   | -                         |
| 27. Januar 1973 – 16. Februar 1973 3 Wochen (insgesamt 3) | 3                                              | Merle Haggard & the Strangers                  | It's Not Love (But It's Not Bad)                                                            | -                         |
| 17. Februar 1973 – 16. März 1973 4 Wochen (insgesamt 4) | 4                                              | Charley Pride                                  | Songs of Love by Charley Pride                                                              | -                         |
| 17. März 1973 – 13. April 1973 4 Wochen (insgesamt 4) | 4                                              | Eric Weissberg & Steve Mandell                 | Dueling Banjos From the Original Motion Picture Soundtrack Deliverance and Additional Music | -                         |
| 14. April 1973 – 11. Mai 1973 4 Wochen (insgesamt 4) | 4                                              | Elvis Presley                                  | Aloha from Hawaii Via Satellite                                                             | -                         |
| 12. Mai 1973 – 18. Mai 1973 1 Woche (insgesamt 1) | 1                                              | Donna Fargo                                    | My Second Album                                                                             | -                         |
| 19. Mai 1973 – 25. Mai 1973 1 Woche (insgesamt 1) | 1                                              | Freddie Hart & the Heartbeats                  | Super Kind of Woman                                                                         | -                         |
| 26. Mai 1973 – 1. Juni 1973 1 Woche (insgesamt 1) | 1                                              | Johnny Rodriguez                               | Introducing Johnny Rodriguez                                                                | -                         |
| 2. Juni 1973 – 8. Juni 1973 1 Woche (insgesamt 1) | 1                                              | Loretta Lynn                                   | Entertainer of the Year – Loretta                                                           | -                         |
| 9. Juni 1973 – 6. Juli 1973 4 Wochen (insgesamt 4) | 4                                              | Charlie Rich                                   | Behind Closed Doors                                                                         | -                         |
| 7. Juli 1973 – 13. Juli 1973 1 Woche (insgesamt 4) | 4                                              | Charlie McCoy                                  | Good Time Charlie                                                                           | -                         |
| 14. Juli 1973 – 20. Juli 1973 1 Woche (insgesamt 5) | 5                                              | Charlie Rich                                   | Behind Closed Doors                                                                         | -                         |
| 21. Juli 1973 – 14. September 1973 8 Wochen (insgesamt 8) | 8                                              | Jeanne Pruett                                  | Satin Sheets                                                                                | -                         |
| 15. September 1973 – 21. September 1973 1 Woche (insgesamt 1) | 1                                              | Conway Twitty & Loretta Lynn                   | Louisiana Woman, Mississippi Man                                                            | -                         |
| 22. September 1973 – 5. Oktober 1973 2 Wochen (insgesamt 2) | 2                                              | Merle Haggard & the Strangers                  | I Love Dixie Blues ... So I Recorded "Live" in New Orleans                                  | -                         |
| 6. Oktober 1973 – 26. Oktober 1973 3 Wochen (insgesamt 3) | 3                                              | Conway Twitty                                  | You've Never Been This Far Before                                                           | -                         |
| 27. Oktober 1973 – 2. November 1973 1 Woche (insgesamt 1) | 1                                              | Loretta Lynn                                   | Love Is the Foundation                                                                      | -                         |
| 3. November 1973 – 9. November 1973 1 Woche (insgesamt 1) | 1                                              | Kris Kristofferson                             | Jesus Was a Capricorn                                                                       | -                         |
| 10. November 1973 – 16. November 1973 1 Woche (insgesamt 1) | 1                                              | Kris Kristofferson & Rita Coolidge             | Full Moon                                                                                   | -                         |
| 17. November 1973 – 7. Dezember 1973 3 Wochen (insgesamt 3) | 3                                              | Marie Osmond                                   | Paper Roses                                                                                 | -                         |
| 8. Dezember 1973 – 14. Dezember 1973 1 Woche (insgesamt 1) | 1                                              | Jerry Wallace                                  | Primrose Lane / Don't Give Up On Me                                                         | -                         |
| 15. Dezember 1973 – 28. Dezember 1973 2 Wochen (insgesamt 7) | 7                                              | Charlie Rich                                   | Behind Closed Doors                                                                         | -                         |